# Citadel: Diana
Citadel: Diana ist eine italienische Fernsehserie, die im Jahr 2024 auf Prime Video veröffentlicht wurde. Die Spionage-Action-Serie mit Matilda De Angelis in der Hauptrolle ist ein Ableger der amerikanischen Serie Citadel.

## Handlung
Citadel: Diana beginnt im Jahr 2030 in Mailand. Vor acht Jahren wurde die weltweit operierende Spionageagentur Citadel vom mächtigen Syndikat Manticore zerschlagen. Die Citadel-Agentin Diana Cavalieri hat sich bei der italienischen Fraktion von Manticore eingenistet, die von Ettore Zani geleitet wird. Diana verbündet sich mit dessen Sohn und zukünftigen Anführer Edo, um die Macht über den gesamten europäischen Teil von Manticore zu erlangen; danach möchte sie aus der Organisation aussteigen. In Folge kommt es zum Kampf um eine mächtige Waffe, die sowohl der italienische als auch der französische Teil der Organisation unter Kontrolle haben wollen.

## Produktion und Cast
Die Serie ist eine Produktion der italienischen Cattleya-Studios und der amerikanischen Amazon MGM Studios unter der Ägide der Brüder Anthony und Joe Russo. Produktionsbeginn war im Jahr 2022. Hauptautor der sechs Episoden war Alessandro Fabbri, Regie führte Arnaldo Catinari. Die Serie gehört zum Citadel-Universum, zu dem weitere Ableger mit Schauplätzen in anderen Ländern existieren oder geplant sind.
Nebst Matilda De Angelis als Diana Cavalieri spielt Lorenzo Cervasio als Edo Zani mit; Maurizio Lombardi ist Ettore Zani, der Anführer von Manticore Italien; Julia Piaton spielt Cécile Martin, die Anführerin von Manticore Frankreich. Thekla Reuten spielt Julia Zani; Daniele Paoloni ist Matteo Spadaro, Manager von Manticore Italien; Filippo Nigro ist Gabriele; Jun Ichikawa spielt Giada und Bernhard Schütz stellt als Wolfgang Klein das Oberhaupt der deutschen Manticore-Familie dar.
Die sechs Episoden mit einer Länge zwischen 35 und 51 Minuten wurden am 10. Oktober 2024 auf Prime Video veröffentlicht.

## Rezeption
Isabella Soares schrieb auf der Filmwebsite Collider, dass Citadel: Diana den traditionellen Parametern eines Spionagedramas folge und dabei Nervenkitzel vermissen ließe. Der Serie „fehlt es an Charakterentwicklung, sie verlässt sich zu sehr auf allzu bekannte Spionageklischees und nutzt die Szenerie nicht voll aus, um die Geschichte zu erzählen“. Während dieses Genre zwar keine vielschichtige Handlung erfordere, brauche es doch mehr Action als gezeigt werde. Dafür seien aber die zwei Haupt-Actionszenen brillant choreographiert und ausgeführt.